# Абдулла Аль-Хайбарі
Абдулла Аль-Хайбарі (араб. عبد الله الخيبري; нар. 16 серпня 1996) — саудівський футболіст, півзахисник клубу «Аль-Шабаб» та національної збірної Саудівської Аравії.

## Клубна кар'єра
Народився 16 серпня 1996 року. Вихованець футбольної школи клубу «Аль-Шабаб». Дорослу футбольну кар'єру розпочав 2017 року в основній команді того ж клубу, кольори якої захищає й донині.

## Виступи за збірні
2018 року залучався до складу молодіжної збірної Саудівської Аравії. На молодіжному рівні зіграв у 3 офіційних матчах.
28 лютого 2018 року дебютував у складі збірної Саудівської Аравії в гостьовому товариському матчі з командою Іраку, вийшовши в основному складі, а у червні того ж року поїхав з командою на чемпіонат світу 2018 року у Росії.
| Дата       | Місто        | Господарі         | Результат | Гості   | Турнір           | Голи | Примітки |
| ---------- | ------------ | ----------------- | --------- | ------- | ---------------- | ---- | -------- |
| 26-02-2018 | Джидда       | Саудівська Аравія | 3 – 0     | Молдова | товариський матч | -    | 46'      |
| 09-05-2018 | Кадіс        | Саудівська Аравія | 2 – 0     | Алжир   | товариський матч | -    | 79'      |
| 03-06-2018 | Санкт-Галлен | Саудівська Аравія | 0 – 3     | Перу    | товариський матч | -    | 69'      |
| Усього     |              | Матчів            | 3         |         | Голів            | 0    |          |

## Титули і досягнення
- Чемпіон Саудівської Аравії (1):

«Ан-Наср»: 2018-19
- Володар Суперкубка Саудівської Аравії (2):

«Ан-Наср»: 2019, 2020